# Prostibořská lípa
Prostibořská lípa je památný strom ve vsi Prostiboř jihozápadně od Stříbra. Lípa malolistá (Tilia cordata) roste spolu s další u kaple sv. Jana Nepomuckého pod kostelem sv. Mikuláše v nadmořské výšce 440 m. Obvod jejího kmene měří 370 cm a koruna stromu dosahuje do výšky 22 m (měření 1980). Chráněna je od roku 1981 pro svůj vzrůst, věk a jako součást památky.